# Harutiun Shahrigian
Harutiun Mkrtich Shahrigian  en armenio: Յարութիւն Մկրտիչի Շահրիկեան, conocido como Atom en armenio: Ատոմ ó Nitra en armenio: Նիտրա (1860 - 1915) nacido en Shapingarahisar, Imperio otomano (actual provincia de Giresun, Turquía), fue un líder de la Federación Revolucionaria Armenia, Dashnaktsutyun, abogado y miembro de la Asamblea Nacional de Armenia. Fue autor de varias publicaciones sobre la Cuestión Armenia. El 24 de abril de 1915 fue detenido, deportado a Ayaş (provincia de Ankara) torturado y luego asesinado en Ankara. Se le considera una de las primeras víctimas del Genocidio Armenio.